# Sauriermuseum Frick

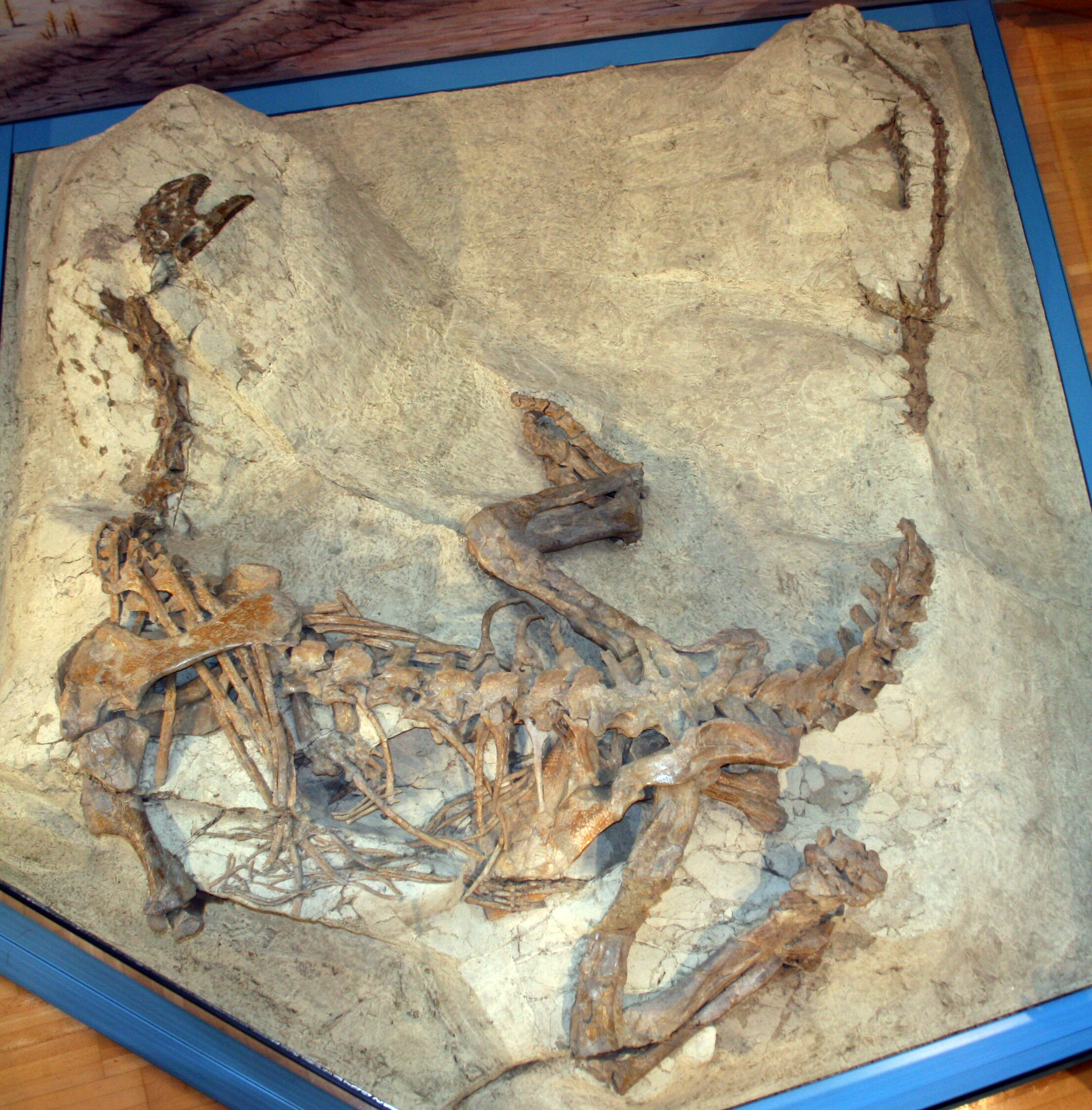
Skelett eines Plateosauriers im Sauriermuseum Frick

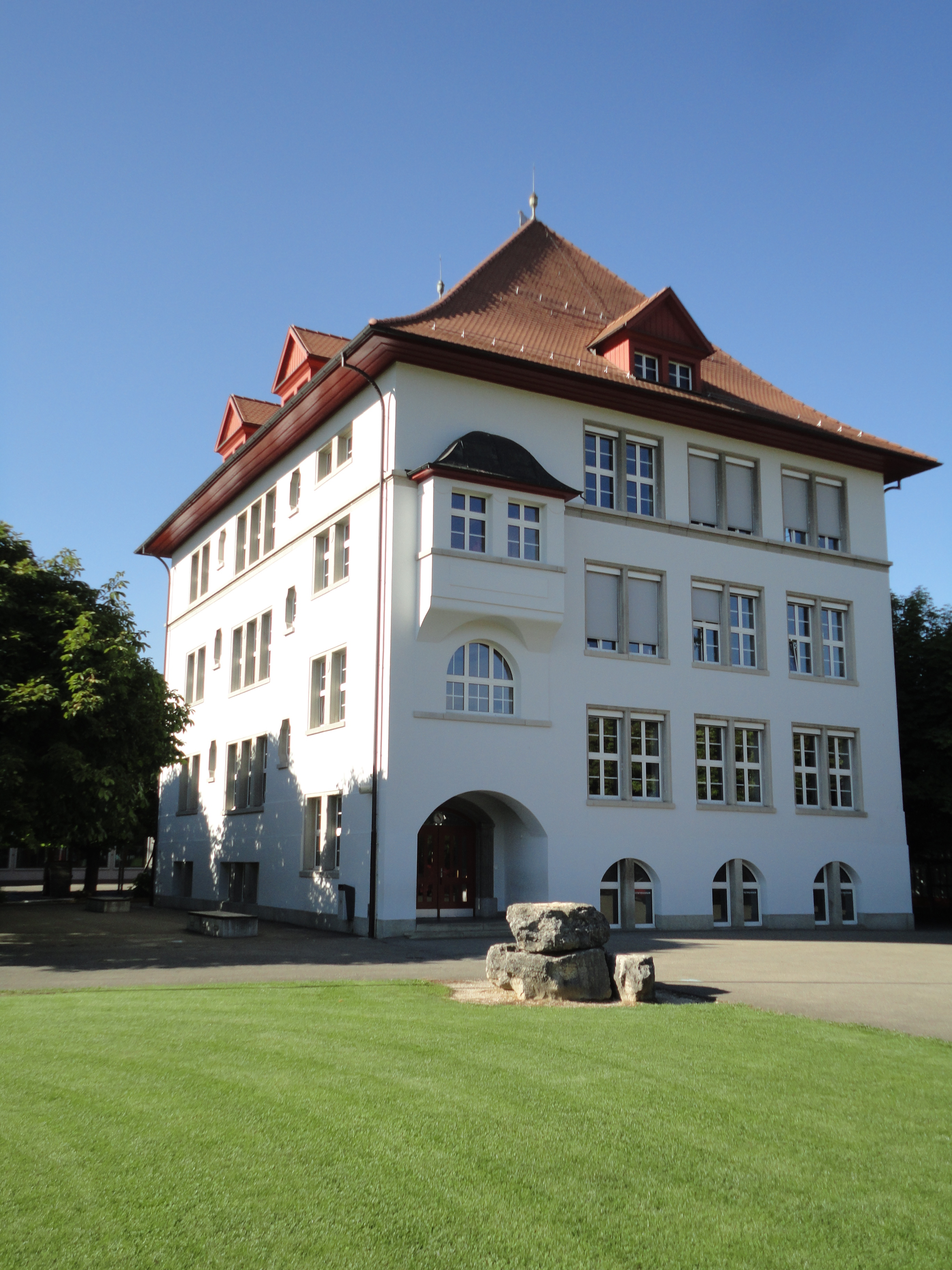
Aussenansicht des Sauriermuseums Frick

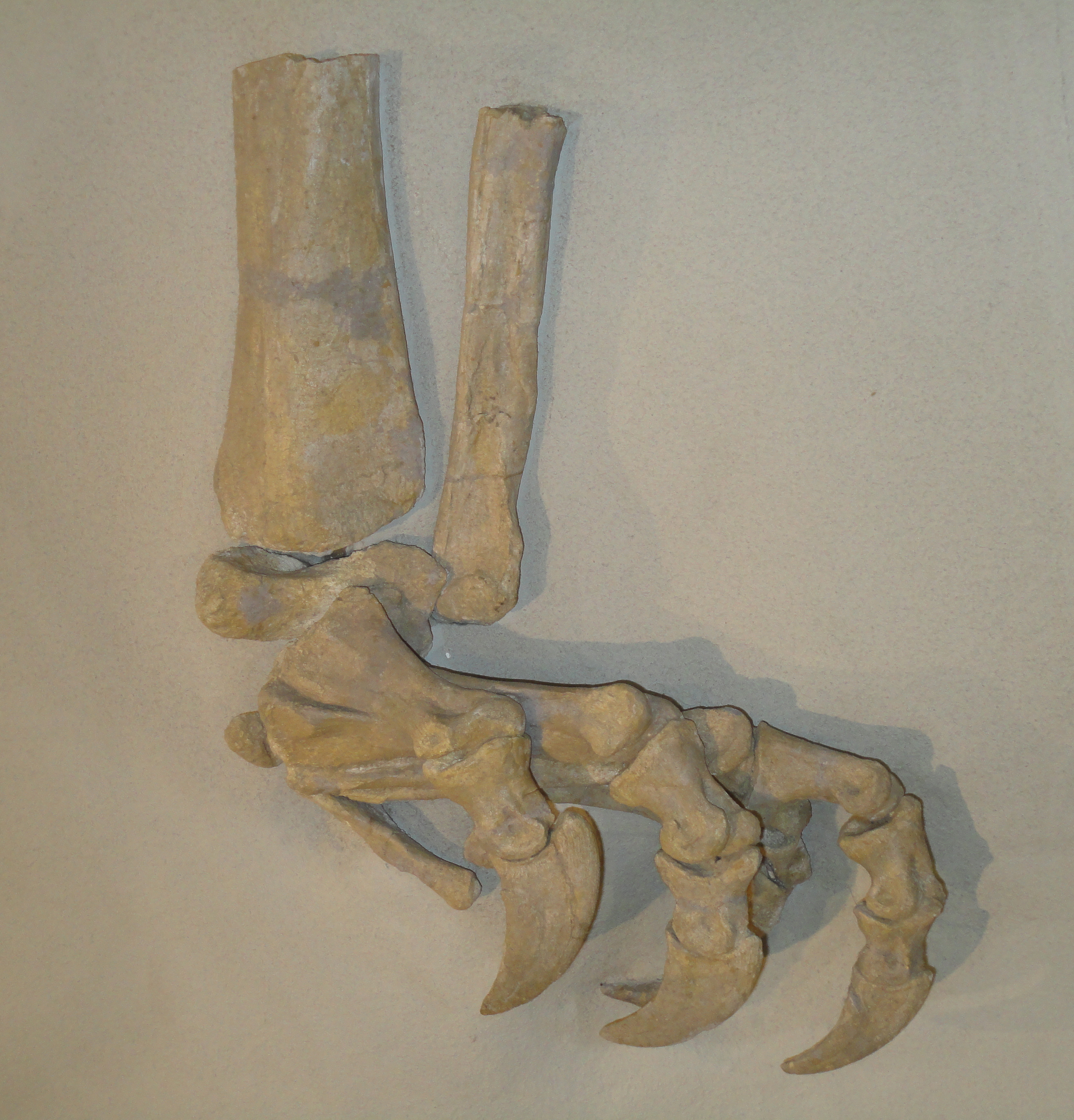
Fuss eines Plateosauriers aus Frick

Das Sauriermuseum Frick ist ein Museum im Zentrum von Frick im Schweizer Kanton Aargau. Es zeigt vor allem Dinosaurierfunde aus der Tongrube Frick.

## Eröffnung und Organisation
Das Sauriermuseum Frick wurde am 21. Oktober 1991 eröffnet. Es ist in zwei Themenbereiche gegliedert: Im unteren Teil werden die Dinosaurierskelette gezeigt, während die Galerie den marinen Fossilien gewidmet ist. Fast alle gezeigten Funde stammen aus der Tongrube Gruhalde der Tonwerke Keller in Frick; wenige Fossilien stammen aus Baugruben am Frickberg.

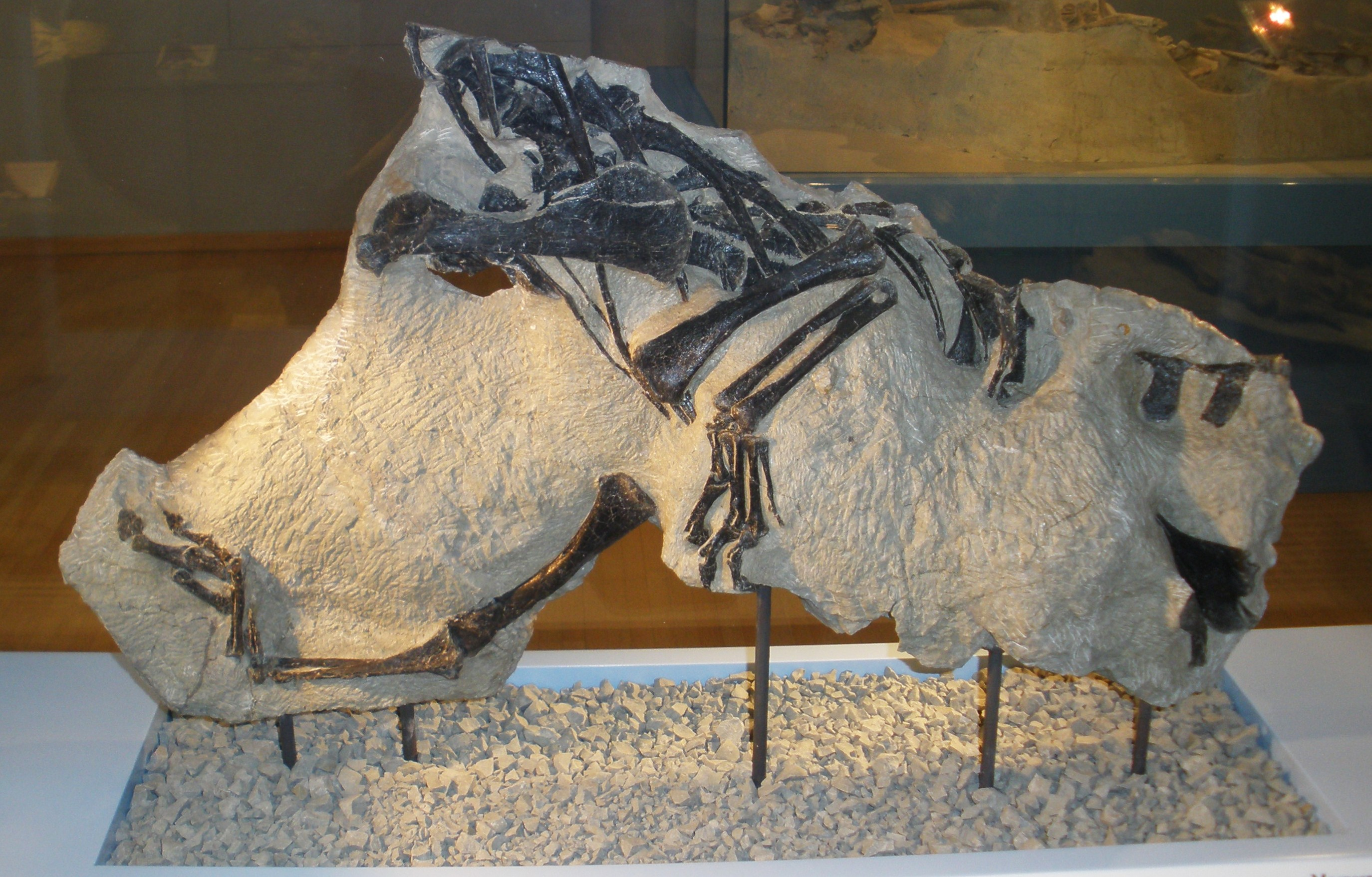
Das Belegexemplar des Notatesseraeraptor frickensis im Sauriermuseum Frick aus der Klettgau-Formation der Tongrube Gruhalde

Grössenvergleich

## Ausstellung
Das Museum ist bekannt für seine Plateosaurier-Funde aus der späten Trias-Zeit. In den Schichten der Oberen Bunten Mergel wurden 1961 erstmals Knochenreste entdeckt. Die erste wissenschaftliche Grabung wurde 1976 durchgeführt. In den Folgejahren fanden unregelmäßig Grabungen statt. 1985 wurde das erste vollständige und zusammenhängende Plateosaurus-Skelett gefunden. Dieses bildet heute das Herzstück des Museums. Eine Reliefmontage eines Plateosaurier-Skelettes ermöglicht es, einen Eindruck von der Grösse dieser 5–8 Meter grossen Pflanzenfresser zu gewinnen.
Das bisher einzige Raubdinosaurier-Skelett eines bis dahin noch unbekannten Dinosauriers wurde 2006 und 2009 geborgen. Im Körperinnern des Raubdinosauriers sind Reste des Mageninhaltes erhalten geblieben, welche von einer Brückenechse stammen. Die Reste der ältesten Schildkröte (Proganochelys) der Schweiz ergänzen die Ausstellung.
Die marinen Fossilien auf der Galerie des Museums stammen aus der Frühen Jura-Zeit. Im fossilreichen Arietenkalk (Beggingen-Member) finden sich zahlreiche Ammoniten, Nautiliden, Belemniten und Muscheln, wie beispielsweise die austernähnliche Gryphaea. Ein wissenschaftlich wertvolles Fossil ist der Schädel eines Fischsauriers (Ichthyosaurus), der 2001 in Frick gefunden worden ist.

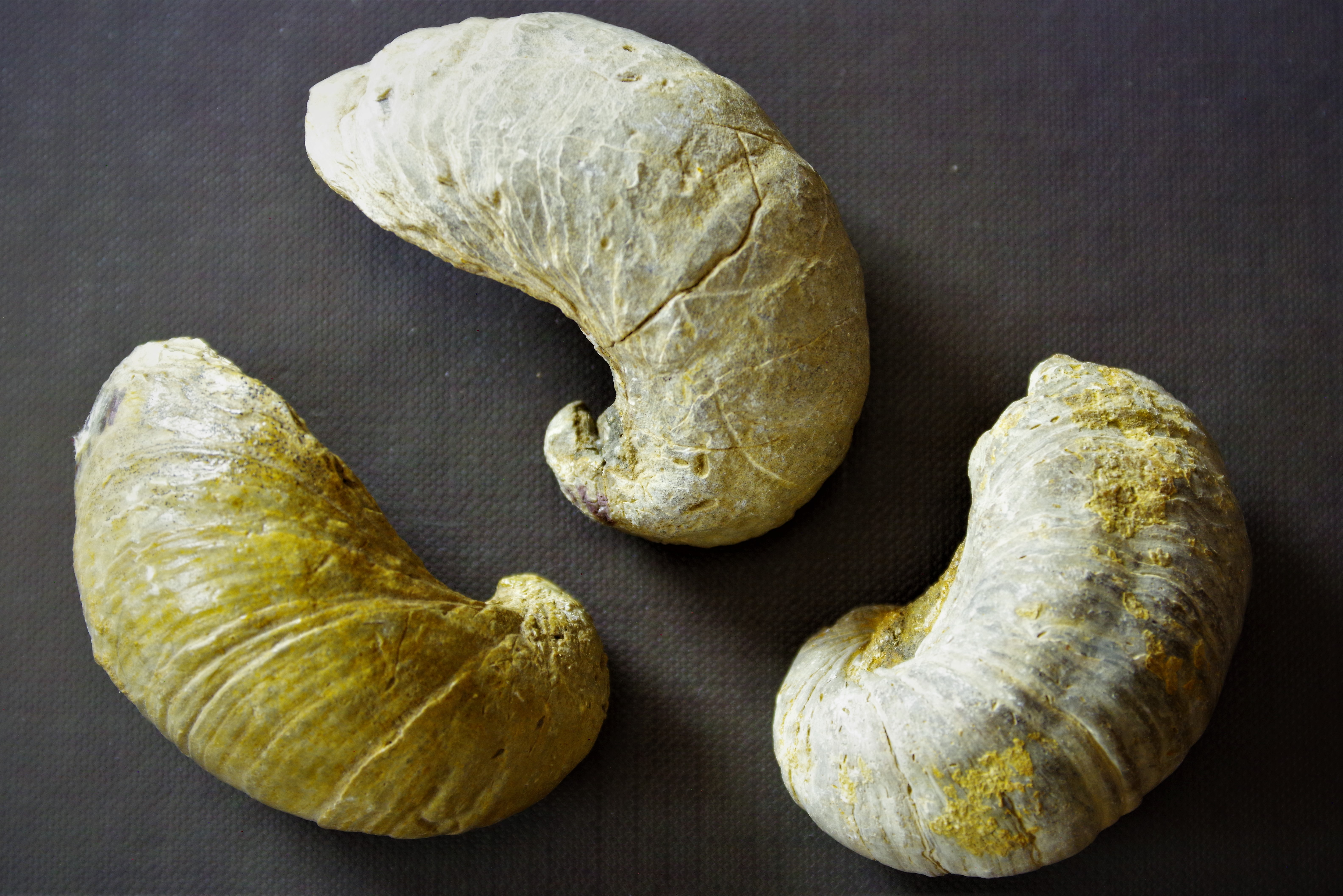
Gryphaea aus Schichten des Beggingen-Member der Arietenkalk-Formation des Klettgaus